# Erste Klasse 1921/1922
Jedenáctý ročník Erste Klasse (1. rakouské fotbalové ligy) se konal od 28. srpna 1921 do 17. července 1922.
Soutěže se zúčastnilo opět třináct klubů. Hrálo se v jedné skupině každý s každým. Ligu vyhrál poprvé ve své klubové historii Wiener Sport-Club.